# Virgen de Betania
La Virgen de Betania se refiere a varias apariciones de la Virgen María en una finca denominada «Betania» ubicada en Cúa, estado Miranda, Venezuela. La primera aparición fue registrada el  25 de marzo de 1976, fiesta de la Anunciación y su protagonista fue María Esperanza de Bianchini a quien el obispo de Metuchen, Nueva Jersey, Estados Unidos, Paul Bootkoski, abrió un proceso de beatificación y canonización. La aparición fue aprobada oficialmente por el obispo Pío Bello Ricardo el 21 de noviembre de 1987. Esta aparición recibió el título de Advocación María Virgen Madre Reconciliadora de todos los Pueblos y las Naciones.La Iglesia católica conmemora la celebración de su festividad el 25 de marzo.

## Apariciones
La primera aparición fue registrada el 25 de marzo de 1976 en la fiesta de la Anunciación, y fue presenciada únicamente por la vidente María Esperanza, más adelante, en varias apariciones, algunas otras personas fueron testigos. El sitio de estas apariciones fue una hacienda llamada Betania en el estado Miranda de Venezuela que luego se convertiría en Santuario y escenario religioso, místico y turístico de reconocimiento mundial.
Para marzo de 1984 alrededor de 150 personas afirman haber visto, luego de una Misa con motivo del aniversario, a la Virgen posada sobre una cascada, de estas personas 108 firmaron un documento como testigos del hecho.  
Según dicen, la aparición fue bajo 7 advocaciones diferentes, entre otras como Lourdes, del Carmen y la Virgen de los Milagros, pero en la última tenía un niño en su brazo derecho en posición de entrega y, en la mano izquierda, el santo rosario.  
El obispo de la Diócesis de Los Teques, el jesuita monseñor Pío Bello Ricardo, bajo instrucción afirmó que fueron cerca de 2000 personas quienes presenciaron las apariciones.
En la aprobación de las apariciones, el obispo Pío Bello Ricardo escribió: 

No intento afirmar que todas y cada una de las apariciones acaecidas en Finca Betania sean auténticamente tales... ha habido casos de simple alucinación... también en Lourdes hubo numerosos pseudovidentes, pero todo eso no quita validez a los numerosos testimonios a los que sí les concedo credibilidad.

[cita requerida]

## Imagen
La imagen que fue venerada por un tiempo pertenecía a la advocación de Nuestra Señora de Lourdes hasta que se trajo la nueva imagen desde Italia.
La talla fue elaborada en mármol y se realizó basada en los detalles que aportó la vidente María Esperanza. La Imagen fue entronizada el 25 de marzo de 2008 por el obispo de la Diócesis de los Teques monseñor Freddy Fuenmayor luego de una vigilia comenzada el día anterior por la noche con motivo del 32 aniversario de la aparición. En el acto participaron el esposo de la vidente Geo Bianchini, presidente de la Asociación Civil Fundación Betania y la Coral Betania fundada en 1981 integrada por miembros pertenecientes a la Asociación Civil.